# Municipio de Ērgļi
El municipio de Ērgļu (en Letón: Ērgļu novads) es uno de los ciento diez municipios de Letonia, se encuentra localizado en el suroeste de dicho país báltico. Fue creado durante el año 2006 después de una reorganización territorial. La capital es la villa de Ērgļi.

## Ciudades y zonas rurales
- Ērgļu pagasts (zona rural)
- Jumurdas pagasts (zona rural)
- Sausnējas pagasts (zona rural)

## Población y territorio
Su población se encuentra compuesta por un total de 3.570 personas (2009). La superficie de este municipio abarca una extensión de territorio de unos 379,5 kilómetros cuadrados. La densidad poblacional es de 9,41 habitantes por cada kilómetro cuadrado.